# 去蔣化

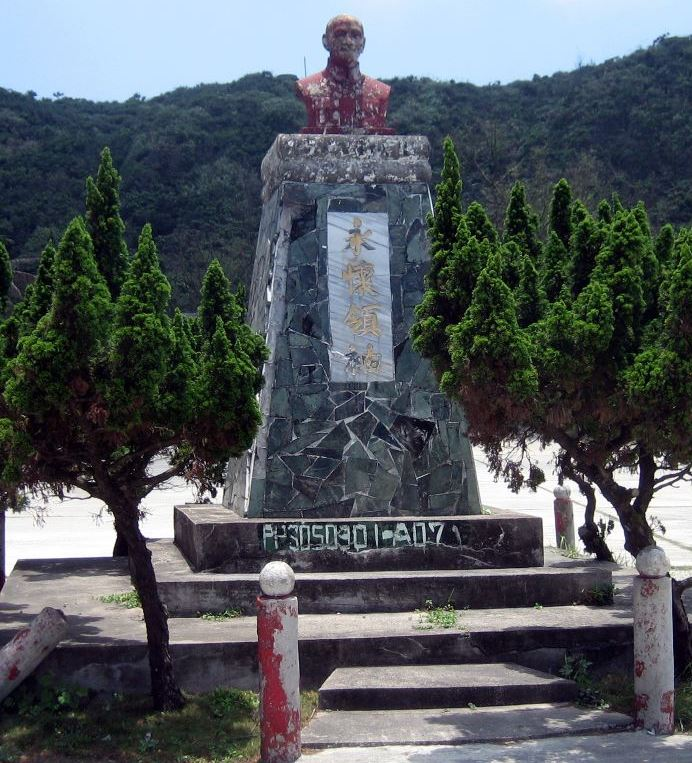
かつて多くの反体制派が収監された緑島監獄にある蔣介石像。赤いペンキがかけられている。

去蔣化（きょしょうか）とは、民主化後の中華民国（台湾）において、かつて総統を務めた蔣介石に対する個人崇拝や権威主義的な扱いの痕跡を排除するために、陳水扁率いる民主進歩党（民進党）政権下の中華民国政府が実施した政策である。中国国民党（国民党）をはじめとする泛藍派や統一派はその目的や正当性に疑問を呈し、難色を示している。

## 沿革
1987年（民国66年）に戒厳令が解除される以前、国民党の党国体制下にあった政府は蔣介石を「民族英雄」や「民族救星」とみなしてその業績を大々的に宣伝し、個人崇拝を実践していた。蔣介石が死去した1975年（民国64年）、政府は「塑建総統蔣公銅像注意事項」を公布し、「蔣介石の銅像は慈悲深い表情で肯定的なイメージを持った外観でなければならない」と定めた。戒厳令解除後も、国民党は蔣介石が党や国に対し多大な貢献をしたと認識していた。一方、民進党は蔣介石に批判的であり、彼を含む蔣一族や国民党による支配中に為された罪を広く国民に知らせるべきと考えていた。
2007年（民国96年）以降、当時の民進党政権は、二・二八事件やそれ以降の台湾人への弾圧（白色テロ）の責任を蔣介石に求め、「去蔣化」を掲げて、権威主義を否定する一連の移行期正義の政策を開始した。政府は中華民国国軍に対して基地から蔣介石の銅像を撤去することの要求や、各地の蔣介石に関連する施設の改称などを実行した。蔣介石時代の与党であった国民党は「国民党の台湾における歴史や業績を抹殺する行為」などと批判している。
2008年（民国97年）の総統選挙で国民党が政権を奪還すると、政府が主導していた去蔣化の動きは鎮静化した。2016年（民国105年）の総統選挙で再び民進党が与党となると「移行期正義促進条例」が施行され、「権威主義時代の支配者の象徴は撤去、改名またはその他の方法で処理されるべきである」と明確に法的に規定された。

## 実行された「去蔣化」の具体例

### 改称

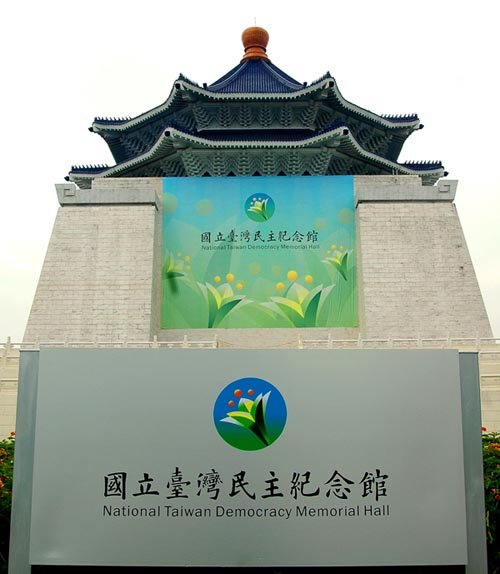
台湾民主紀念館と改名されていた頃の中正紀念堂

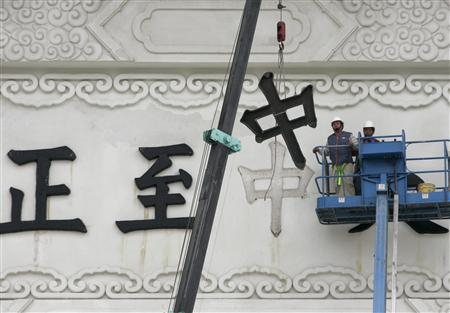
撤去される「大中至正」の文字

- 台湾総督府庁舎は1945年（昭和20年）5月31日の台北大空襲で被害を受けた。台湾光復後の1946年（民国35年）に各界から寄付が寄せられて修復工事が行われ、蔣介石の還暦を記念して「介寿館」と命名された。1949年（民国38年）、中華民国政府の台湾移転に伴って中華民国総統府の機能が介寿館に移転した。2006年（民国95年）、陳水扁総統は介寿館を「総統府」に改称した[5]。
- 陳水扁は台北市長在任中の1996年（民国85年）3月21日、総統府正面の道路である介寿路を、かつて台北一帯に居住していたケタガラン族にちなんで「凱達格蘭大道」と改称した[5]。しかし、凱達格蘭大道沿いに設置されている台北市政府警察局中正第一分局の派出所は現在も「介寿路派出所」という名称である。
- 2006年9月6日、中正国際空港（中正國際機場）は「台湾桃園国際空港（臺灣桃園國際機場）」に改称された。蘋果日報の調査によると、国民の60％がこの改称に反対していた[6]。
- 2007年（民国96年）3月2日、中正紀念堂は「台湾民主紀念館」に改称された[7]。同年5月10日に行政院によって「国立台湾民主紀念館組織規程」が制定され、12月8日には、正門に掲げられていた「大中至正」の文字が「自由広場（自由廣塲）」に架け替えられた[8]。台北市長の郝龍斌はこの動きに反発し、台北捷運の中正紀念堂駅を改称しないことを表明した[9]。国民党が政権を奪還した2008年（民国97年）8月21日、行政院は「国立台湾民主紀念館組織規程」を廃止し、中正紀念堂管理処の組織を復活させた。2009年（民国98年）7月17日、台湾民主記念館は正式に「中正紀念堂」に改称されたが、正門の「自由広場」の文字は現在まで変更されていない。
- 2016年（民国105年）8月22日、高雄市政府（中国語版）は高雄市美濃区にある中正湖を「美濃湖」に改称した[10]。
- 2023年（民国112年）3月8日、台南市政府（中国語版）は台南市中西区にある中正路の一部を、1947年（民国36年）に二・二八事件で命を落とした台南出身の弁護士である湯徳章にちなんで「湯徳章大道」と改称した[11][12]。

### 廃止
- 2007年12月24日、陳水扁政権は慈湖陵寝（蔣介石の遺体安置所）、大渓陵寝（蔣経国の遺体安置所）、台湾民主紀念館における衛兵（中国語版）の配備を廃止した。2008年の国民党による政権奪還後、これらの措置は撤回された[13]。
- 2007年8月29日、内政部は10月31日の「先総統蔣公誕辰紀念日（中国語版）」および4月5日の「先総統蔣公逝世紀念日（中国語版）」の2つの紀念日を廃止した。
- かつては「機関学校団体懸掛国旗国父遺像先総統 蔣公遺像 蔣故総統経国先生遺像暨元首玉照弁法」にて学校では教室の前方に孫文と蔣経国、後方に蔣介石の肖像を飾ることが規定されていたが、同法は2002年（民国91年）7月1日に廃止された。現行の「国旗国父遺像及元首玉照懸掛要點」には、蔣介石の肖像に関する規定は存在しない[14]。
- 1994年（民国83年）以降、国民小学や国民中学で「蔣公紀念歌（中国語版）」のような個人崇拝色の強い楽曲を教えることはなくなった[15]。
- 2017年（民国106年）3月7日、内政部民政司（中国語版）は、蔣介石の像の制作に関する諸事項を規定していた「塑建総統蔣公銅像注意事項」を廃止した[16]。
- 2024年（民国113年）7月14日、文化部は、中正紀念堂の銅像ホールで行われていた儀仗兵の立哨と交代式を「個人崇拝」や「権威崇拝」であるとして終了した。儀仗のパフォーマンス自体は実施場所を銅像ホールからホール前の民主大道に移して継続されている[17]。

### 蔣介石の銅像

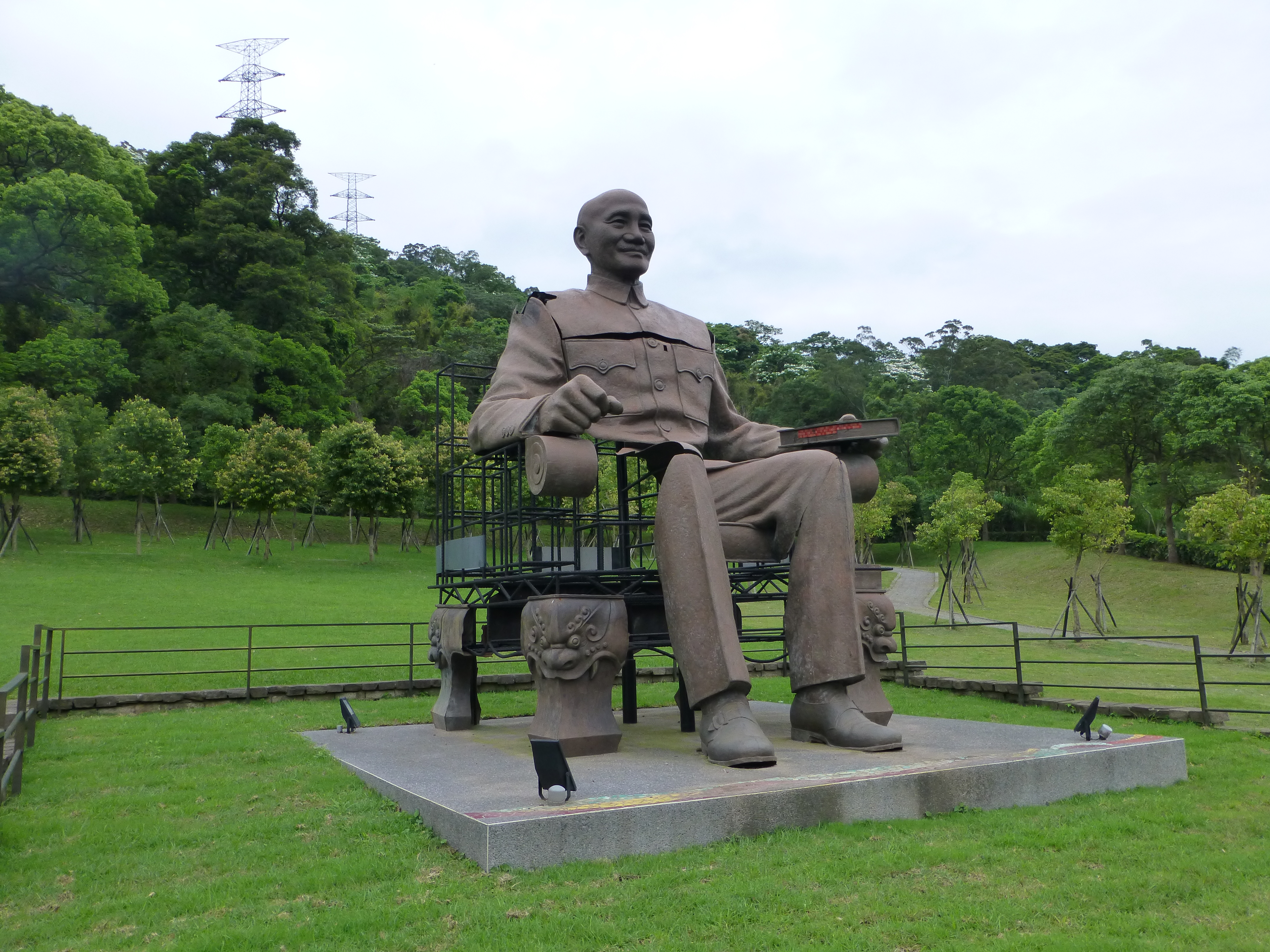
高雄市文化センターから慈湖紀念雕塑公園に移設された蔣介石の銅像

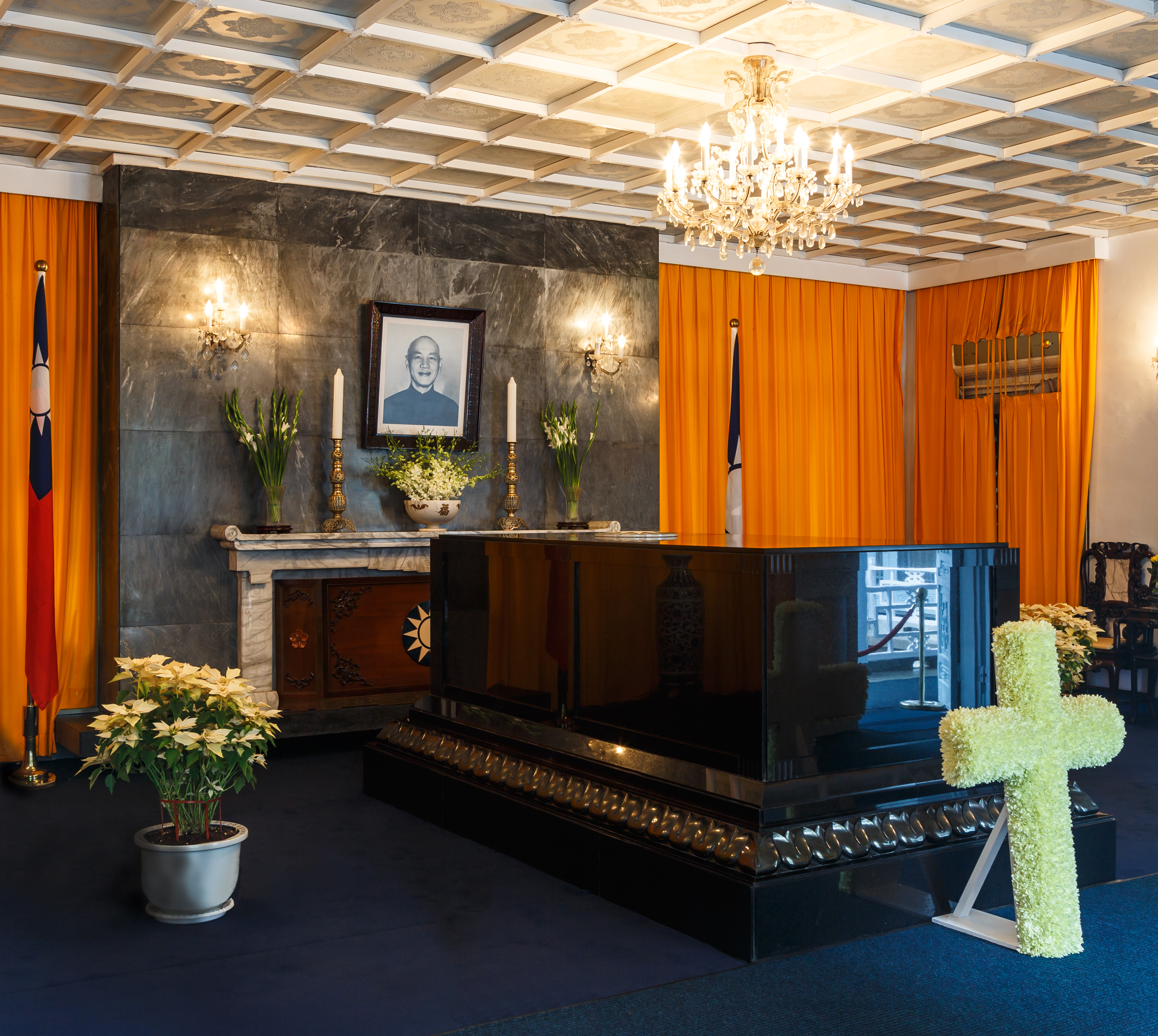
慈湖陵寝に安置されている蔣介石の棺

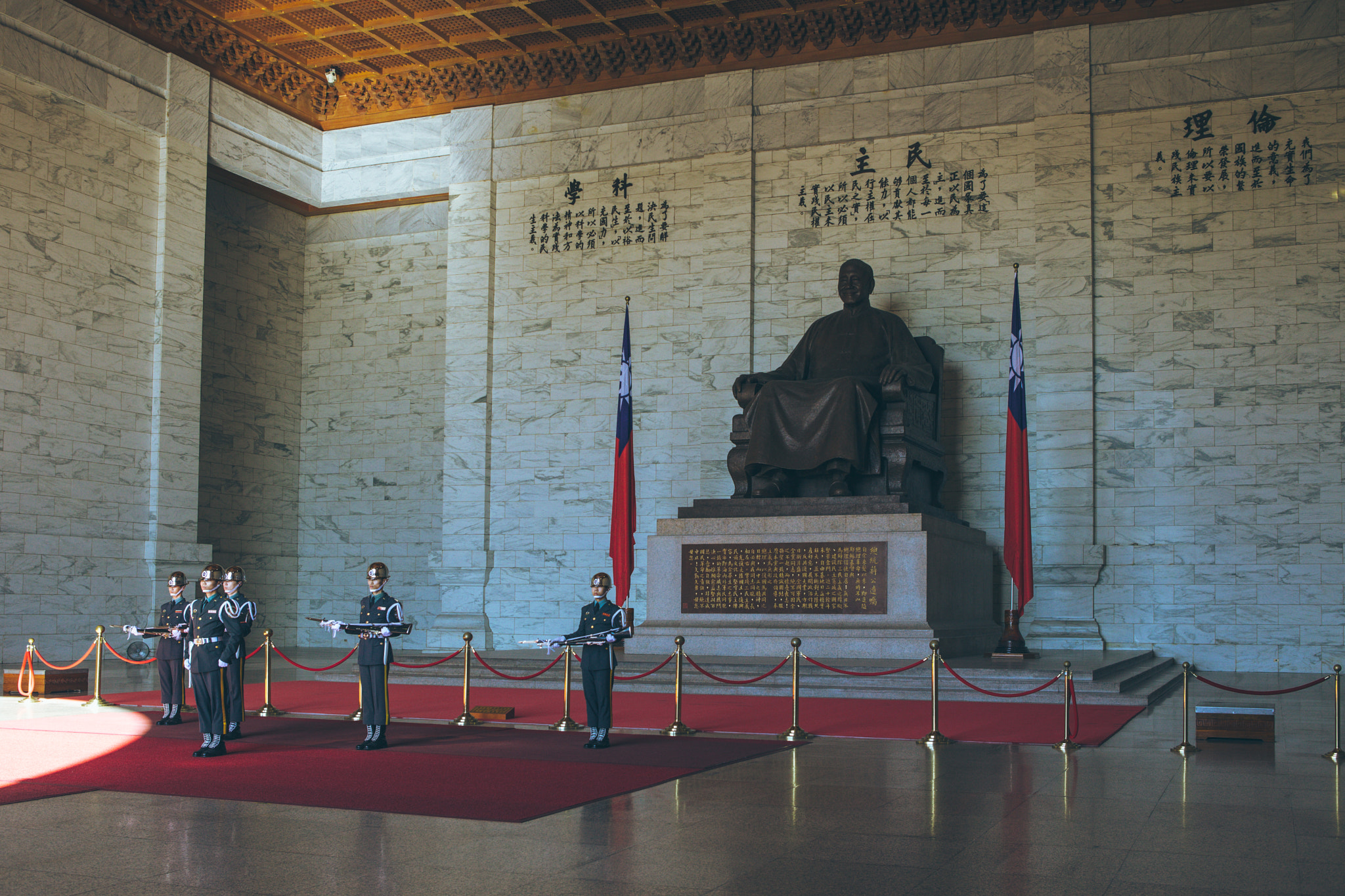
中正紀念堂の蔣介石像

1987年（民国76年）の戒厳令解除以降、各地に設置されていた蔣介石の銅像の存在は国民の間でしばしば議論の対象となり、像の破壊や撤去が相次いだ。
- 2003年（民国102年）3月、国立中央大学にある蔣介石の座像の頭部が切り落とされた。数週間後に像は解体され、台座とともに撤去された[18]。
- 2007年3月13日、高雄市政府は市内にある高雄市立中正文化センター（高雄市立中正文化中心）を「高雄市文化センター（中国語版）（高雄市文化中心）」に改称し、施設内にある蔣介石の銅像を解体・撤去させた[19][20]。撤去された銅像は桃園県大渓鎮（現：桃園市大渓区）の慈湖紀念雕塑公園に移され、再び組み立てられて公開されている。
- 2007年4月、雲林県北港鎮の運動公園にある蔣介石像がスプレーで落書きされた[21]。
- 2012年1月、国立中山大学にある蔣介石像の頭部が、ピエロの顔のような落書きを受けた[22]。
- 2012年2月28日、国立成功大学にある蔣介石像に赤いペンキがかけられ、周囲に冥紙が撒き散らされた[23]。事件後、銅像の撤去に関する論争が起こり、賛成派は撤去を求めるオンラインキャンペーンを開始した[24][25]。2013年（民国102年）1月9日、銅像は目立たないように校史室に移された[26]。
- 2013年3月24日、嘉義市の中正公園（中国語版）にある蔣介石像が、台湾国家聯盟などの複数の団体によってペンキをかけられた[27]。2015年（民国104年）3月3日、嘉義市長の涂醒哲（中国語版）は像を慈湖紀念雕塑公園に寄贈することを発表した[28]。
- 輔仁大学にある蔣介石像は、度々学生による被害に遭い続けてきた。2014年（民国103年）には端午節に斗笠を被せられ、ハロウィンには呪符、招魂幡（中国語版）、蓮の花、十字架、「威権独裁元凶」などと書かれた紙で飾り付けられ、クリスマスと同時に行憲紀念日（中国語版）である12月25日にはサンタクロースの姿にされた[29][30][31]。2015年2月28日には全身に二・二八事件の被害者の名が書かれた紙を貼られ、周囲に冥紙が撒き散らされた[29]。2016年2月28日には蚊の姿にされ、「蔣介石政権は蚊のように台湾を搾取した」などと書かれた[32]。2017年2月28日には何者かがグラインダーなどで像を破壊しようとし、結果的に像の左足が破損した[33]。同年4月29日、像は撤去された[34]。
- 2015年2月27日、基隆市の獅球公園内の蔣介石像の頭部が切断され、行方不明になった[35]。
- 2015年2月28日、台南市長の頼清徳は台南市立小学・中学から蔣介石像を撤去するよう指示した[36]。
- 2015年4月1日、高雄市の橋頭糖廠（中国語版）の入口にある蔣介石の石膏像がハンマーで破壊された[37]。
- 2017年1月14日、基隆市の碧砂漁港（中国語版）付近にある蔣経国像が「実践正義騎士団」を名乗る団体によって全身に赤いペンキをかけられた。像の台座には「白色恐怖元凶」「228」「林宅血案（中国語版）」「陳文成命案（中国語版）」などの文字が書かれた[38]。
- 2017年1月、国立中興大学は校内の蔣介石像を撤去し、代わりに湯惠蓀（中国語版）元校長の像を設置した[39]。
- 2017年3月以降、各地の蔣介石像の頭部が台湾建国工程隊などの台湾独立派団体によって切断される事件が多発した[40][41][42][43]。4月16日、台南市の烏山頭ダムのそばにある、日本統治時代の土木技師である八田與一の像の頭部が中華統一促進党の党員によって切断された（八田與一銅像破壊事件（中国語版））。像は同月中に修復され、5月7日に除幕式が行われた[44]。この事件は、相次いだ蔣介石像の破壊に対する報復とみられる[45]。4月22日には台北市陽明山の蔣介石像の頭部が切断されてペンキがかけられ、台座に「殺人魔」などの文字が書かれた。台湾建国工程隊は「これは八田與一像の破壊に対する報復である」とする声明を発表した[46]。
- 2018年（民国107年）2月28日、桃園市の慈湖陵寝にて、台湾独立派団体であるFETN蛮番島嶼社のメンバー10人が蔣介石の棺と肖像に赤いペンキをかけ、「支那権威を排除し台湾共和を創建する」と書かれた布を掲げて抗議運動を行った[47]。事件を受けて慈湖陵寝は閉鎖され、同年7月8日に一般開放が再開されたが、建物内の見学には事前に団体での予約が必要となった[48][49]。
- 2018年4月9日、基隆市警察局（中国語版）は局内にあった蔣介石像を慈湖紀念雕塑公園に寄贈した[50]。
- 2018年5月8日、国立台中教育大学は校内の蔣介石像を撤去し、慈湖紀念雕塑公園に寄贈した[51]。
- 2018年7月20日、台北市の中正紀念堂にある蔣介石像がFETN蛮番島嶼社のメンバー2人によってペンキをかけられた（2018年中正紀念堂銅像汚損事件（中国語版））[52]。
- 2018年7月23日、国立中山大学は学生による投票の結果、校内の蔣介石像を撤去した[53]。
- 2018年8月10日、国立政治大学は校内の蔣介石像を、蔣介石の妻の宋美齢が設立した華興育幼院に移転させた[54]。
- 2018年10月2日、台北市立大学の学生が、校内の蔣介石像に「拒絶洗脳銅像」などと書いた紙を貼り付けた[55]。
- 2019年（民国108年）2月22日、国立政治大学の裏山に設置されている蔣介石の騎馬像の馬の左脚が切断され、右足にオレンジのペンキがかけられた[56]。促進転型正義委員会はこの行為に理解を示しつつも、「このような暴力的行為は報復行為に繋がり、悪循環をもたらす」として遺憾の意を示した[57]。翌2月23日、反台湾独立団体が台南市の黄昭堂紀念公園を訪れ、蔣介石像破壊に対する報復として、台湾独立活動家の黄昭堂の像にペンキをかけた[58]。
- 基隆駅前の蔣介石像が慈湖紀念雕塑公園に寄贈されることになり、2021年（民国110年）3月3日に撤去作業が行われたが、作業中に像がバラバラになる事故が発生した[59][60]。
- 2024年7月11日、屏東県新園郷内にある大陳島撤退作戦で移住した元大陳島民のコミュニティ内に建てられた蔣介石像が、国有地内にあることを理由に「移行期正義促進条例」によって撤去命令が出されたが、元島民の蔣介石に対する特別な感情を考慮し、地元中国国民党所属の立法委員の仲介で保存されることになった[61]。

## 各方面からの反応

### 民主進歩党
民進党の一部の人々は、民主的で自由な国家において、蔣介石や国民党などの一個人や一政党を崇拝するような象徴は存在してはならず、完全に排除すべきと考えている。しかし、党内には蔣介石を肯定的に評価する人々も存在する。2019年、民進党所属の高雄市議会議員である簡煥宗は民視新聞台のインタビューにおいて蔣介石を肯定的に捉え、「私の認識では、蔣公は外部の圧力に抗い、正義の名の下に台湾を守った人である。韓国瑜と蔣公の差は、思わず蔣公が怒って慈湖陵寝から飛び出してくるほどのものであろう」と、2020年総統選挙で国民党候補として立候補した韓国瑜と蔣介石を比較する発言をした。

### 中国国民党
国民党は「台湾における国民党の歴史や貢献を抹消している」、「多様性を削ぐ行為」、「脱中華民国化」などとして民進党の去蔣化政策を批判している。
2017年、元総統の馬英九は「蔣介石・蔣経国父子の負の側面だけを見て批判すべきではない」と考えており、「蔣介石総統が台湾を光復し、防衛し、建設した」とも述べた。また、同時に「彼らの業績には良い点も悪い点もあったが、良い点の方が上回っていると私は考える」と述べた。
2021年、促進転型正義委員会が発表した、中正紀念堂にある蔣介石の巨大な銅像を撤去する構想について、国民党主席の江啓臣は「銅像撤去は社会の対立を引き起こす。好きでないから撤去というのは（アフガニスタンでバーミヤン遺跡を爆破した）タリバンの考え方だ」と厳しく批判した。

### 中国共産党
中国大陸でも1949年の中華人民共和国建国後、中国共産党が「蔣介石率いる国民党反動派が人民を迫害した」として各地の「中正路」という名称の道路を改称するなどの去蔣化と類似した行為を実施した。しかし、中華人民共和国政府は台湾における民進党政権による去蔣化に対し、「脱中国化」の色合いを帯びているとして批判した。

### 蔣家
蔣経国の子である蔣孝厳や同じく蔣経国の子の蔣孝勇の未亡人である蔣方智怡は、去蔣化政策に反対の立場を示している。
蔣孝勇の長男の蔣友柏は「蔣介石の死後すぐに大規模な顕彰施設を建てるのは間違いだ。死後100年後にその時の人々が顕彰施設を建てたいと考えて建てるのなら、それは素晴らしいことだが」として去蔣化に対してある程度の同意を示し、中正紀念堂正門の「大中至正」の扁額を「自由広場」に架け替えることに賛成したが、「去蔣化が単に支持を集めるための手段であることは望まない。蔣介石・蔣経国の台湾における功罪の評価は公正かつ学術的な方法で行われることを望んでいる」と述べた。
蔣孝厳の長男の蔣万安は「蔣介石・蔣経国が台湾の防衛や発展に貢献したのは誰の目にも明らかな事実だが、今日の台湾の経済的・民主的な成果は特定の個人や一族の努力の結果ではなく、多くの民族や世代の努力の結果である」と述べ、中正紀念堂を「台湾建設紀念館」と改称し、台湾の全ての人々が台湾のために行った努力にフォーカスした施設へ作り変えることを提唱した。

### その他
2000年（民国89年）、作家の李敖は総統選挙出馬時に公約として「中正紀念堂を取り壊し、国家両庁院（国家戲劇院・国家音楽庁）の身を残す」ことを掲げていた。李敖自身が白色テロの被害を受けたこともあり、蔣介石を快く思っていなかった。陳水扁が当選して総統に就任した後、李敖は「中正紀念堂は葬式の祭壇のようでとても醜いので爆破すべきだが、民進党政権はその勇気がなく尻込みしている」と批判した。